# 久々山義人
久々山 義人（くぐやま よしと、1924年（大正13年）2月9日 - 2013年（平成25年）10月11日）は、日本の政治家。熊本県本渡市（現・天草市）長。

## 来歴
熊本県天草郡櫨宇土村出身。1944年、海軍経理学校卒。1952年、櫨宇土村教育委員となり、1954年に合併で本渡市になるまで務める。1957年、本渡市議会議員に当選。7期連続で務め、議長も務めた。1984年、本渡市長に当選、市長を4期務める。2000年に市長を退任した。2013年死去。

## 栄典
- 1984年 - 藍綬褒章
- 2000年 - 勲三等瑞宝章